# 薔薇とローズ
「薔薇とローズ」（ばらとろーず）は、さかいゆうの5枚目のシングル。

## 解説
- 初回生産限定盤は、スリーブケース仕様&Music Video＋Live映像を収録したスペシャルDVD付属。

## 収録曲
1. 薔薇とローズ
  - 作詞・作曲・編曲：さかいゆう
  - 三菱自動車「eKワゴン」CMソング
  - 3rdアルバム『Coming Up Roses』収録
  - 1stEP『サマーアゲインEP』に別バージョンが収録されている。
2. ピエロチック feat.秦 基博
  - 作詞：さかいゆう、秦 基博／作曲・編曲：さかいゆう
  - 3rdアルバム『Coming Up Roses』収録
3. The Closer I Get To You
  - 作詞・作曲：James Mtume、Reggie Lucas
  - Roberta Flack with Donny Hathawayのカバー。
4. 薔薇とローズ<backing track>
5. ピエロチック feat.秦 基博<backing track>

## カバー

### 薔薇とローズ
- 二宮和也 - 『○○と二宮と2』（2025年7月1日発売）収録。

## 初回特典DVD収録内容
- Music Video

1. 薔薇とローズ
2. ピエロチック feat. 秦 基博（Shooting the Recording Session on 2013.8.19）

- Live Selection

1. ストーリー（From 「TOUR 2010“YES!!”」 2010.9.22）
2. AHEAD（From 「TOUR “ONLY YU”#1」 2011.4.26）
3. 夏のラフマニノフ（From 「“さかいの湯” Vol.1」 2011.8.6）
4. ペテン師と臆病者（From 「TOUR 2012 “How's it going?”」 2012.6.3）